# Gud av rättvisa och frihet
Gud av rättvisa och frihet är en psalm vars text är skriven av Shirley Murray och översatt till svenska av Tomas Boström. Musiken är skriven av Guthrie Foote.

## Publicerad som
- Nr 834 i Psalmer i 2000-talet under rubriken "Människosyn, människan i Guds hand".